# Jeffrey Scholten
Jeffrey „Jeff“ Scholten (* 3. November 1977 in Fredericton, New Brunswick) ist ein ehemaliger kanadischer Shorttracker.
Obwohl Scholten in seiner gesamten Karriere nur selten zum kanadischen Nationalteam gehörte, stellte er insgesamt fünf Weltrekorde auf, davon drei auf seiner Paradedistanz von 500 Metern. Außerdem konnte der Kanadier in seiner Laufbahn drei Weltcupsiege feiern, eine Silber- sowie eine Bronzemedaille bei einer Weltmeisterschaft gewinnen und gemeinsam mit Mannschaftskollegen Teamweltmeister werden. Im September 2007 beendete Scholten seine aktive Karriere; trotz der im Vergleich zu anderen Teamkollegen eher kleinen Medaillenausbeute bei Meisterschaften wurde seine Verabschiedung als „einer der emotionalsten Momente der kanadischen Shorttrackgeschichte“ gefeiert.

## Laufbahn

### Anfänge (1995 bis 2000)
Scholten begann im Alter von fünf Jahren mit dem Eisschnelllauf, debütierte Mitte der 1990er-Jahre auf kanadischer Ebene und konnte dort erste Erfolge erreichen. So belegte der damals 17-Jährige etwa bei den Canada Games im Februar und März 1995 den dritten Rang über 500 Meter und den zweiten Platz mit der Staffel. Nachdem er sich 1998 den nordamerikanischen Meistertitel im Mehrkampf gesichert hatte, nahm er ein Jahr darauf erstmals an einem weltumfassenden Großereignis teil – der Winter-Universiade, die Ende Januar 1999 im slowakischen Poprad stattfand. Dort gewann der Kanadier in Abwesenheit etlicher Weltklasseathleten die Goldmedaille über 1000 Meter. Außer Scholten ging im Finale über diese Distanz lediglich der Chinese Yan Lu in die Wertung ein, die anderen beiden Shorttracker wurden nach dem Rennen disqualifiziert. Dazu zählte auch der Italiener Nicola Franceschina, der Scholten zuvor im Halbfinale knapp geschlagen hatte. Im 500-Meter-Endlauf gewann Franceschina mit zwei Zehntelsekunden Vorsprung auf Scholten; dabei waren beide nur unwesentlich langsamer als der bestehende Weltrekord, den der Italiener ein Jahr zuvor in 41,938 Sekunden aufgestellt hatte.
Trotz dieser guten Ergebnisse konnte sich Jeffrey Scholten zunächst nicht im Weltcupteam der Kanadier etablieren. Diese zählten in den späten 1990er-Jahren zu den weltbesten Mannschaften und hatten unter anderem bei den Olympischen Winterspielen 1998 die Staffelgoldmedaille gewonnen. Dennoch war er bei der Weltmeisterschaft 1999 Teil der kanadischen Staffel und gewann dort – unter anderem gemeinsam mit den Olympiasiegern Éric Bédard und Derrick Campbell – die Bronzemedaille hinter China und Südkorea. Im Anschluss an die Saison 1998/99 gab Scholten als langfristiges Ziel die Etablierung unter den besten drei im eigenen Team aus, auf kurze Sicht wolle er unter den fünf besten Kanadiern sein. Nach einem weiteren Jahr, im Januar 2000, debütierte Scholten im Weltcup bei einem Wettbewerb in Göteborg. Dort überzeugte der Kanadier mit einem vierten Rang über 1000 Meter, kurz darauf verpasste er jedoch bei den Trials, einer Ausscheidung um die Plätze im Weltmeisterschaftsteam, um einen Punkt die Aufnahme in die kanadische A-Mannschaft. Deshalb wurde er zwar nicht für die Team-WM im März  nominiert, erhielt aber eine weitere Chance im Weltcup. In Heerenveen gewann er auf der 500-Meter-Strecke sein erstes Weltcuprennen. Dabei legte er im Finale über die Kurzdistanz einen guten Start hin, ging deutlich in Führung, rutschte aber in der letzten Runde aus und musste diese unter Schmerzen zu Ende laufen. Anschließend erklärte er: „Ich habe [auf der letzten Runde] nur noch gebetet, dass mich keiner vor der Linie überholt. Es ist ein großer Sieg und das zeigt, dass ich mit den Besten mithalten kann.“

### Weltrekorde und Verletzungen (2000 bis 2002)

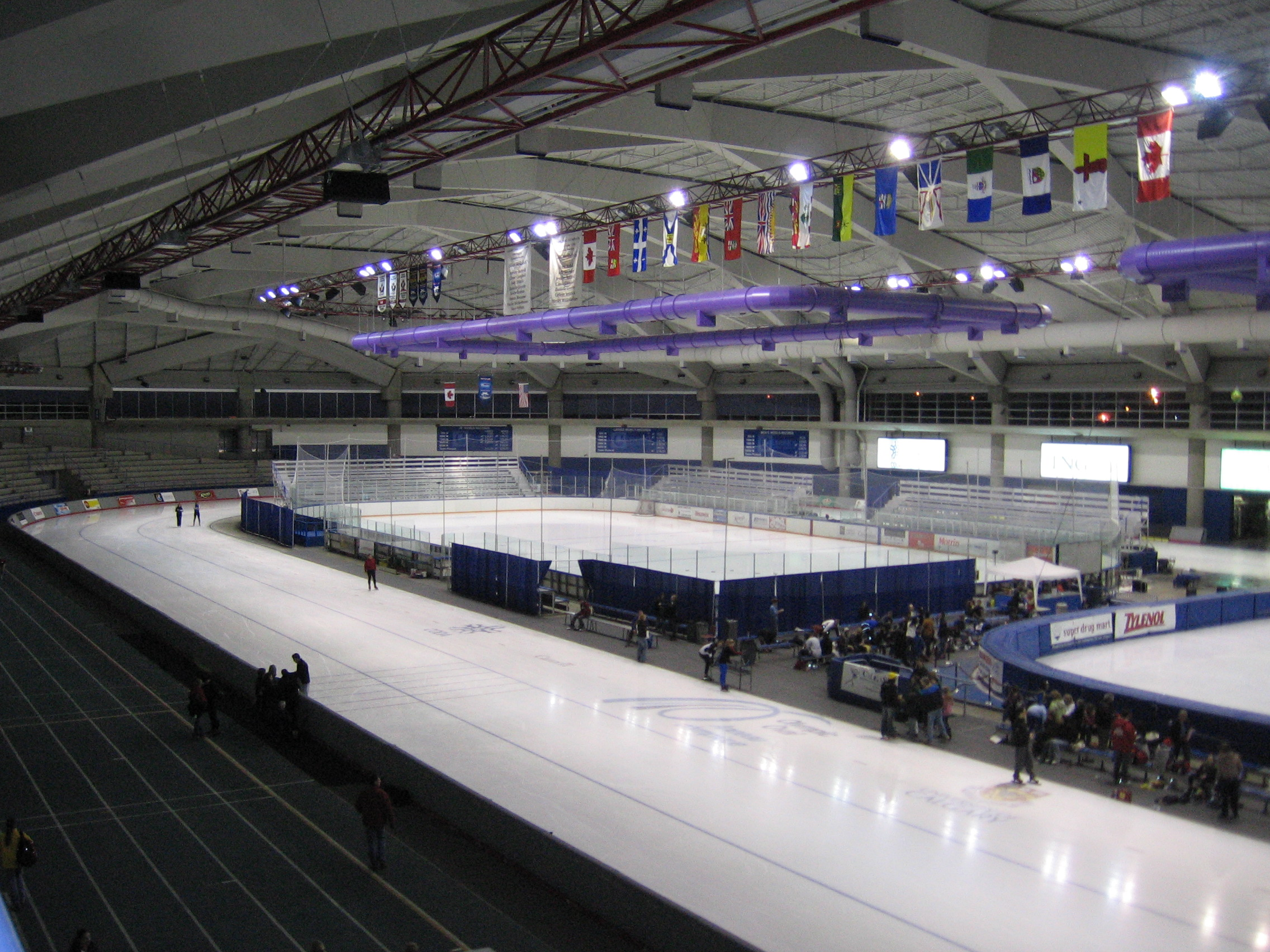
Auf dem Olympic Oval in Calgary lief Jeffrey Scholten insgesamt vier Weltrekorde.

Anstatt an der Team-WM teilzunehmen – wo Kanada die Goldmedaille gewann – startete Scholten bei der Offenen Kanadischen Meisterschaft in Calgary, wo neben ihm auch weitere erfolgreiche Kanadier an den Start gingen, die in der WM-Ausscheidung gescheitert waren. Den Auftakt der Meisterschaft bildete die 666-Meter-Verfolgung am 3. März 2000, ein Wettkampf der nicht olympisch war und auch sonst bei internationalen Wettbewerben nicht gelaufen wurde. Scholten gewann das Rennen vor Andrew Quinn und meinte: „Ich fühlte mich bereits gut, als ich in den Wettkampf ging. Aber ich hätte nicht gedacht, dass ich so schnell laufen könnte. Das Wochenende wird interessant. Es kann vieles passieren, von Stürzen bis zu Disqualifikationen.“ Am zweiten Wettkampftag standen die 500 Meter und die 1500 Meter auf dem Programm. Über die Kurzdistanz siegte erneut Scholten, diesmal sogar in der Weltrekordzeit von 41,742 Sekunden. Damit unterbot er die bis dahin immer noch gültige Bestmarke von Nicola Franceschina um zwei Zehntelsekunden. Der Kanadier erklärte unmittelbar nach dem Wettkampf, er habe eigentlich schon länger gewusst, dass er Rekord laufen könnte, da er schon öfter nahe dran gewesen sei. Er sei selbstbewusster geworden und nun habe alles zusammengepasst. Am gleichen Tag verbesserte Scholtens Landsmann Andrew Quinn auch den 1500-Meter-Weltrekord und einen Tag darauf auch die 1000-Meter-Bestzeit im Halbfinale. Im Finale war jedoch Jeffrey Scholten wiederum knapp um zwei Hundertstelsekunden schneller und stellte damit zum zweiten Mal in zwei Tagen einen neuen Weltrekord auf. Im Gegensatz zum 500-Meter-Wettkampf zeigte sich der Kanadier diesmal erstaunt; einen Rekord auf dieser Distanz habe er nicht erwartet, es sei jedoch ein wirklich großartiges Gefühl. Das Wochenende gehöre definitiv zu seinen besseren. Mit drei Streckensiegen gewann Scholten auch den Meistertitel bei den Canadian Open, die aufgrund von vier Bestmarken an zwei Tagen als „Weltrekordfestival“ bezeichnet wurden.
Die aktive Saison 1999/2000 war damit für Jeffrey Scholten beendet, auch wenn es im Frühjahr weitere Diskussionen um die Rekorde gab. Zwischenzeitlich wurden diese von der zuständigen ISU wieder aberkannt, da die Kanadier nach den Rennen keine obligatorischen Dopingkontrollen absolviert hatten. Schließlich wertete die ISU auf einem Kongress im Sommer 2000 die Rekorde doch als solche. Auf den für den Kanadier gut verlaufenen Winter folgte eine wenig erfolgreiche Saison 2000/01. Während dieser schaffte Scholten trotz der Bestmarken vom März nicht den Sprung ins Weltcupteam, ebenso musste er auf die Nominierung für sonstige Großereignisse verzichten. Der Nationaltrainer Guy Thibault kommentierte die Situation im starken kanadischen Team so: „Wir haben […] definitiv das stärkste Team der ganzen Welt. Jede Nation hat einen oder zwei starke Läufer, aber deren Nummer sieben läuft keine Weltrekorde.“ Zu Beginn des darauf folgenden Winters, im Oktober 2001, zeigte er jedoch wieder eine herausragende Leistung. Beim CODA Invitational, dem Saisonauftakt der Kanadier, verbesserte er erneut seinen 500-Meter-Weltrekord, diesmal auf 41,514 Sekunden. Auch im Verlaufe dieses Wettkampfes wurden insgesamt vier Rekorde gelaufen, darunter auch die bis dahin ebenfalls von Scholten gehaltene 1000-Meter-Bestmarke vom Teamkollegen Steve Robillard. Somit hielt der Kanadier nach dem Invational nur noch einen Rekord. In der restlichen Saison hatte er Krankheits- und Verletzungspech; unmittelbar, nachdem er den Weltrekord aufgestellt hatte, bekam er das Pfeiffer-Drüsenfieber. Später zog er sich bei der Ausscheidung für die Olympischen Winterspiele 2002 – vor der Saison sein erklärtes Ziel – einen Knöchelbruch zu und musste die Olympiasaison vorzeitig beenden.

### Weltcupsiege und weitere Weltrekorde (2002 bis 2004)

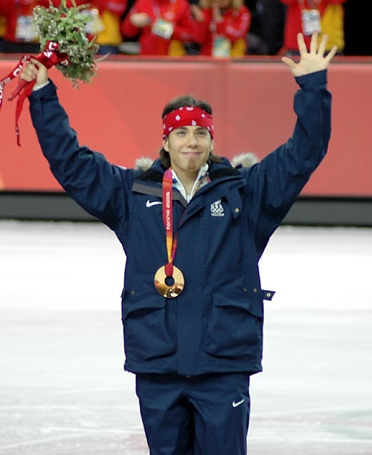
Der US-Amerikaner Apolo Anton Ohno zählte während der Saison 2002/03 zu Scholtens Konkurrenten im Weltcup.

Auch der Winter 2002/03 begann für Jeffrey Scholten wenig erfolgversprechend. Immer noch aufgrund der Verletzungen aus der letzten Saison verpasste er die ersten Weltcups und kehrte erst im Februar 2003 wieder auf der internationalen Ebene zurück. In Kearns, Utah belegte er zunächst über 1500 Meter hinter dem Chinesen Sui Baoku den zweiten Rang, auf der Kurzstrecke von 500 Metern siegte er sogar. Im Finale dieses Wettkampfes standen neben ihm noch zwei weitere Kanadier sowie Apolo Anton Ohno aus den Vereinigten Staaten. Der US-Amerikaner wurde wegen Behinderung disqualifiziert, sodass es einen kanadischen Dreifacherfolg gab, angeführt von Jeffrey Scholten. Dieser erklärte nach dem Wettkampf, dass er keinen Druck gespürt habe, weil er ohnehin Letzter in der Gesamtweltcupwertung gewesen sei. Dadurch musste er nicht taktisch laufen. Dank eines weiteren zweiten Ranges über 1000 Meter gewann Scholten zudem erstmals den Mehrkampf bei einem Weltcup, mit deutlichem Vorsprung auf den zweitplatzierten Apolo Anton Ohno. Eine Woche später knüpfte er nicht ganz an diese Ergebnisse an; sein vierter Rang über 500 Meter und ein zweiter Platz mit der Staffel reichten jedoch als Empfehlung für die Teamweltmeisterschaft in Budapest.
Die endgültige Entscheidung über die Vergabe der Startplätze im kanadischen Team fiel bei den Kanadischen Meisterschaften Anfang März 2003. Wie schon drei Jahre zuvor lief Scholten über 500 Meter Weltrekord, diesmal in einer frühen Runde, im Finale wurde er disqualifiziert und erreichte schließlich den fünften Platz. Damit war der Kanadier der erste und bisher auch einzige Athlet, der drei Weltrekorde über 500 Meter aufstellte. Zudem war er erst der dritte Shorttracker, dem vier Einzelweltrekorde gelangen, alle vier auf dem Olympic Oval in Calgary gelaufen. Mit dem erneuerten Weltrekord wurde Scholten für die Team-WM nominiert, gewann dort bei sechs seiner sieben Starts den Wettkampf und trug damit zum dritten Sieg in Folge für die kanadische Mannschaft bei. Dazu meinte der Kanadier: „Meine Geschwindigkeit ist bei mir das Wichtigste und das ist bei einem solchen Austragungsmodus besonders praktisch.“ Außerdem erklärte er, er sei nicht nervös, sondern zuversichtlich gewesen, da die Kanadier schon bei den vergangenen Team-Meisterschaften gute Leistungen gezeigt hatten. Die Saison endete mit einem Start bei der Einzelweltmeisterschaft in Warschau, die für Scholten eher durchwachsen verlief. Auf den Einzeldistanzen hatte er keine Medaillenchancen – sein bestes Resultat war ein sechster Rang –, mit der Staffel gewann er als Ersatzläufer die Silbermedaille. Insgesamt hatte sich der Kanadier unter den besten fünf seines Landes in diesem Winter etabliert, aufgrund der Verletzungspausen war er in den Gesamtweltcups – die als Anzeiger für Konstanz gelten – jedoch immer noch weit hinten klassiert.
Im Gegensatz zum vorherigen Winter begann die Saison 2003/04 für Scholten verletzungsfrei, sodass er bereits beim Weltcupauftakt in Calgary antreten konnte. Zwar erreichte er in keinem Einzelrennen ein Finale – allerdings immer das Halbfinale und somit ein Top-Ten-Ergebnis –, doch mit der Staffel stellte er schon im Vorlauf einen neuen Weltrekord auf, seinen insgesamt fünften und letzten. Die alte Weltbestzeit war ebenfalls von der kanadischen Staffel aufgestellt wurden, zwei Jahre zuvor im Oktober 2001 und noch ohne Scholten. Dieser sah den Schlüssel für den Rekord in dem hervorragenden Start und den sehr guten ersten Zwischenzeiten. Auch bei den nächsten Weltcups gehörte er der kanadischen Staffel an, wurde aber vorerst nicht mehr bei Einzelrennen eingesetzt. Unter anderem verbesserte sein Landsmann Jean-François Monette den 500-Meter-Weltrekord, den Scholten damit nach über dreieinhalb Jahren verlor. Die nächste Gelegenheit, auf den Einzeldistanzen Weltcuppunkte zu sammeln, bot sich dem Kanadier Anfang Dezember 2003. In China überzeugte er über die 500 Meter und zog erstmals in der Saison in ein Finale ein. Dort verhinderte eine Berührung mit einem anderen Läufer kurz vor Schluss den möglichen Sieg; Scholten selbst erklärte, er habe dadurch nicht seine gesamte Geschwindigkeit entfalten können. Dennoch war er mit seinem letztlich zweiten Rang zufrieden, nachdem die Teamkollegen so erfolgreich gewesen waren in der Saison, hätte er auch unbedingt einmal auf das Podest kommen wollen. Bevor die internationalen Meisterschaften im März 2004 anstanden, mussten sich die Athleten zunächst wieder für diese qualifizieren. Bei den Vorausscheidungen gelang dies dem mittlerweile 26-Jährigen nicht mehr, sodass er wieder in die B-Mannschaft, das sogenannte National Development Team zurückgestuft wurde. Damit war die Saison für Scholten beendet, er hatte seinen Platz in der Nationalmannschaft verloren und konnte im nächsten Winter nicht im Weltcup starten.

### Die letzten aktiven Jahre (2004 bis 2007)
Nach der missglückten Qualifikation für die Weltcupsaison 2004/05 bot sich Jeffrey Scholten erst im September 2005 die Gelegenheit, wieder in die erste Mannschaft zurückzukehren. Die Trials waren so auch die einzige Möglichkeit, sich für die Olympischen Winterspiele zu empfehlen, die im Februar 2006 in Turin stattfinden sollten. Im Halbfinale über die 500 Meter, zu Beginn der Trials, stieß Scholten mit seinem Teamkollegen François-Louis Tremblay zusammen und zog sich dabei einen Schlüsselbeinbruch zu. Damit waren die Vorausscheidungswettkämpfe und zugleich die gesamte Saison für ihn beendet. Die Situation war ähnlich der vor den Olympischen Spielen 2002, als Scholten diese ebenfalls – nach einem Knöchelbruch – verpasste.
Sein Comeback im Weltcup nach fast dreijähriger Pause gab Scholten im Dezember 2006 in Saguenay. Dabei profitierte er von der Absage seines Mannschaftskameraden Mathieu Turcotte, der die Saison vorzeitig beendete. Noch einmal konnte der Kanadier überzeugen; über 500 Meter erreichte er den dritten Rang beim Sieg seines Teamkollegen Charles Hamelin und wurde dabei auf der Ziellinie noch vom Zweiten, dem Chinesen Ze Hu, überholt. Dieses zehnte Podiumsresultat im Weltcup war zugleich auch sein letztes, denn nach einem weiteren Einsatz in Montreal wurde er nicht mehr für die höchste Wettkampfserie nominiert. Im September 2007 beendete Scholten bei der National Team Selection in Calgary im Alter von 30 Jahren seine zwölfjährige Shorttrack-Karriere. Dabei gelang ihm bei seinem letzten Rennen noch ein Sieg, zu dem er später erklärte: „Vor dem Wettkampf war ich nervös, weil ich wusste, dass es mein letzter sein würde, aber die Anfeuerung durch das Publikum hat mir das gegeben, was ich für ein gutes letztes Rennen benötigte.“ Die Wahl seines Abschiedsortes begründete er damit, dass er in Calgary immer gute Erfolge gefeiert habe. Seinen Abschied bezeichnete der Trainer David Gilday als „einen der emotionalsten Momente der kanadischen Shorttrack-Geschichte“.
Nach seinem Karriereende arbeitet Scholten gemeinsam mit Alex Moritz als Techniker beim kanadischen Nationalteam.

## Auszeichnungen
- Eisschnellläufer des Jahres in seiner Heimatprovinz New Brunswick im Jahr 2000